# Un libero cercare
Un libero cercare è un album del 1995 della cantante italiana Teresa De Sio

## Tracce
1. Oltre il confine – 2:32
2. Un libero cercare (Fandango) – 3:48
3. Animali italiani – 4:01
4. Angelina (Angelina sulla luna) – 4:31
5. Ridere (Il mondo ad occhi chiusi) – 4:17
6. Valzer (Il tempo impreciso dell'amore) – 4:04
7. A lungo andare (Na-na-na) – 5:06
8. Brigate di frontiera (Lettera dalla collina) – 4:47
9. Terra buona (Giorno dopo giorno) – 4:31
10. Non c'è ragione – 3:19